# Resultados do Carnaval de Campos dos Goytacazes em 2010
Resultados do Carnaval de Campos em 2010.

## Escolas de samba

### LIESCAM
| Pos | Escolas             | Classificação ou rebaixamento | Ref   |
| --- | ------------------- | ----------------------------- | ----- |
| 1   | Ururau da Lapa      | Campeã de 2010                | [ 2 ] |
| 2   | Império da Baixada  |                               | [ 2 ] |
| 3   | Ás de Ouro          |                               | [ 2 ] |
| 4   | Unidos do Travessão |                               | [ 2 ] |

### AESC
| Grupo Especial  |                      |                               |       |
| Pos             | Escolas              | Classificação ou rebaixamento | Ref   |
| 1               | Mocidade Louca       | Campeã de 2010                | [ 2 ] |
| 2               | Madureira do Turfe   |                               | [ 2 ] |
| 2               | Amigos da Farra      |                               | [ 2 ] |
| 3               | Onça no Samba        |                               | [ 2 ] |
| 4               | Boi Sapatão          |                               | [ 2 ] |
| 5               | Unidos de Santa Cruz |                               | [ 2 ] |
| Grupo de acesso |                      |                               |       |
| 1               | União da Esperança   | Campeã de 2010                | [ 2 ] |
| 2               | Os Independentes     |                               | [ 2 ] |
| 3               | Leopoldinense        |                               | [ 2 ] |

## Blocos

### Grupo Especial
| Pos | Escolas                 | Classificação ou rebaixamento | Ref   |
| --- | ----------------------- | ----------------------------- | ----- |
| 1   | Caprichosos de Guarus   | Campeã de 2010                | [ 2 ] |
| 2   | Os Psicodélicos         |                               | [ 2 ] |
| 3   | Catelo do Parque Aurora |                               | [ 2 ] |
| 4   | União Feliz             |                               | [ 2 ] |
| 5   | Verde e Branco          |                               | [ 2 ] |
| 6   | Chuva de Ouro           |                               | [ 2 ] |

### Grupo de acesso
| Pos | Escolas                 | Classificação ou rebaixamento | Ref   |
| --- | ----------------------- | ----------------------------- | ----- |
| 1   | Unidos de Nova Brasília | Campeã de 2010                | [ 2 ] |
| 2   | Tradição Alvi-Anil      |                               | [ 2 ] |
| 3   | Unidos do Eldorado      |                               | [ 2 ] |
| 4   | Arranco do Bandeirante  |                               | [ 2 ] |
| 5   | Juventude Baleeira      |                               | [ 2 ] |